# Grjozy
Grjozy (fritt översatt: Drömmar) är en rysk dramafilm från 1915, regisserad av Jevgenij Bauer.

## Handling
Ett psykologiskt kärleksdrama. Sergej Nikolajevitj Nedelin kan inte komma över sin hustru Jelenas plötsliga död. Oväntat möter han konstnären Tina Viarskaja, som har en slående likhet med Jelena. Nedelin märker inte att förutom den yttre likheten mellan Tina och Jelena, finns det inget gemensamt. Han vill för mycket komma tillbaka den förlorade lyckan. När uppenbarelsen väl kommer och Nedelin inser att den vulgära Tina, genom sitt leverne, kränker minnet av den rena Jelena, dödar han Viarskaja.

## Rollista
- Aleksandr Vyrubov – Sergej Nikolajevitj Nedelin
- Faina Verchovtseva – Jelena, Nedelins hustru
- Nina Tjernobajeva – Tina Viarskaja, konstnär
- Viktor Arens – Solskij, konstnär [4]